# Nelly Avila Morena
Nelly Avila Moreno (Colombia, ca. 1963), bijnaam Karina, was zo'n twintig jaar een aanvoerder in de Colombiaanse rebellenorganisatie FARC. Op 19 mei 2008 gaf ze zich over aan de Colombiaanse regering, bang dat ze anders verraden zou worden omdat er een hoge prijs op haar hoofd stond. President Uribe had van tevoren haar veiligheid gegarandeerd.